# Leszczyński

Das Adelswappen der Familie Leszczyński, Wappengemeinschaft Wieniawa

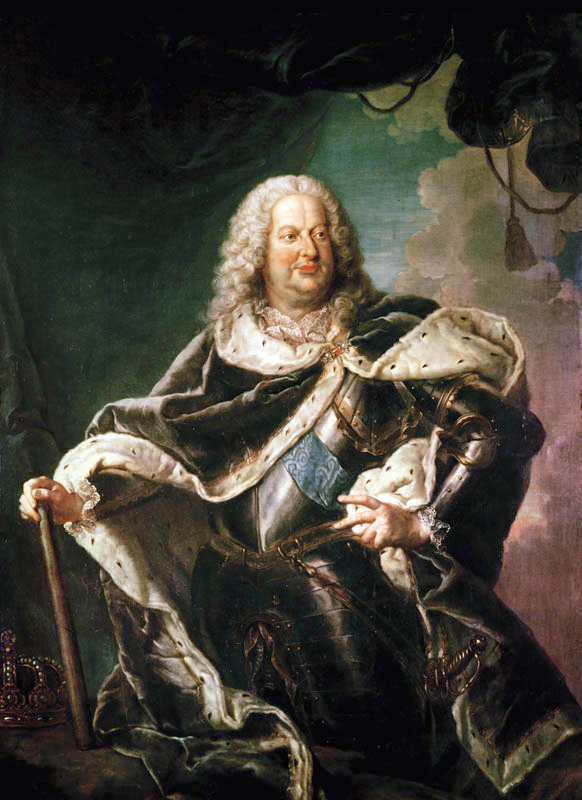
Stanislaus I. Leszczyński (1677–1766), König von Polen, Großfürst von Litauen

Leszczyński (Anhörenⓘ) ist der Name eines polnischen Hochadelsgeschlechts, die weibliche Form des Namens lautet Leszczyńska. Die Herkunft des Namens Leszczyński geht auf den Adeligen Raphael von Leszczno (Rafał Leszczyński, † 1441) aus der Stadt Leszno (dt. Lissa) zurück, der als Stammvater der Dynastie gilt und verschiedene Ämter im Königreich Polen bekleidete.
Bedeutende Familienmitglieder waren:
- Rafał Leszczyński (1526–1592), Woiwode von Brest und Patron der Reformation in Polen
- Stanislaus I. Leszczyński (1677–1766), polnischer Staatsmann, König von Polen, Großfürst von Litauen, Herzog von Lothringen und Bar
- Anna Leszczyńska (1699–1717), polnische Prinzessin
- Maria Leszczyńska (1703–1768), polnische Prinzessin und ab 1725 Königin von Frankreich
- Paul von Leszczynski (1830–1918), General der Infanterie und Mitglied des preußischen Herrenhauses
- Stanislaus von Leszczynski (1842–1932), preußischer Generalleutnant und Militärschriftsteller

Die Hauptlinie erlosch mit König Stanislaus I. 1766 im Mannesstamm. Entferntere Seitenlinien blühten aber weiter.

## Einzelbelege
1. ↑  Irena Kaniewska (Hrsg.): Posłowie ziemscy koronni 1493-1600 (Members of Crown Provincial Parliament : 1493-1600). Wydawnictwo Sejmowe : Kancelaria Sejmu, Warschau 2013, ISBN 978-83-7666-234-3.